# Nietner (Gärtnerfamilie)
Nietner ist der Name einer deutschen Gärtnerfamilie, die in fünf Generationen Hofgärtner hervorbrachte.

## Geschichte
Begonnen hat die über Generationen dauernde Familientradition mit Johann Joseph Nietner. Er war der Sohn des Berliner Maurers Johann Christian Nietner und der Louisa Rosina, geborene Zäwernick. Seine Lehrzeit absolvierte er von 1743 bis 1746 bei dem Planteur Johann Justus Sello im Berliner Tiergarten. Über mehrere Generationen waren die Nachfahren in verantwortlichen Stellungen für die Gestaltung und Pflege in Parks und Gärten verantwortlich.

## Stammtafel (Auszug)
| | | | | | |  |  | Johann Joseph Nietner getauft 29. 12. 1726 Berlin † 13. 9. 1803 Pankow Hofgärtner in Sagan und Niederschönhausen       | | | | | | | | | |                                                                                               |                                                                                               |                                                                                               |                                                                                               |  |  |  |  |  |  |  |  |  |  |  |  |  |  |  |  |  |  |
| | | | | | |  |  | | | | | | | | | | |                                                                                               |                                                                                               |                                                                                               |                                                                                               |  |  |  |  |  |  |  |  |  |  |  |  |  |  |  |  |  |  |
| | | | | | |  |  | | | | | | | | | | |                                                                                               |                                                                                               |                                                                                               |                                                                                               |  |  |  |  |  |  |  |  |  |  |  |  |  |  |  |  |  |  |
| Christian Wilhelm * 17. 9. 1756 Sagan † 13. 4. 1822 Niederschönhausen Hofgärtner in Niederschönhausen               | Christian Wilhelm * 17. 9. 1756 Sagan † 13. 4. 1822 Niederschönhausen Hofgärtner in Niederschönhausen               | Christian Wilhelm * 17. 9. 1756 Sagan † 13. 4. 1822 Niederschönhausen Hofgärtner in Niederschönhausen               | Christian Wilhelm * 17. 9. 1756 Sagan † 13. 4. 1822 Niederschönhausen Hofgärtner in Niederschönhausen               | Christian Wilhelm * 17. 9. 1756 Sagan † 13. 4. 1822 Niederschönhausen Hofgärtner in Niederschönhausen               | Christian Wilhelm * 17. 9. 1756 Sagan † 13. 4. 1822 Niederschönhausen Hofgärtner in Niederschönhausen               |  |  | | | | | Carl Friedrich * 8. 6. 1766 Niederschönhausen † 12. 1. 1824 Potsdam Hofgärtner in Caputh und Sanssouci (Neues Palais)  | Carl Friedrich * 8. 6. 1766 Niederschönhausen † 12. 1. 1824 Potsdam Hofgärtner in Caputh und Sanssouci (Neues Palais)  | Carl Friedrich * 8. 6. 1766 Niederschönhausen † 12. 1. 1824 Potsdam Hofgärtner in Caputh und Sanssouci (Neues Palais) | Carl Friedrich * 8. 6. 1766 Niederschönhausen † 12. 1. 1824 Potsdam Hofgärtner in Caputh und Sanssouci (Neues Palais) | Carl Friedrich * 8. 6. 1766 Niederschönhausen † 12. 1. 1824 Potsdam Hofgärtner in Caputh und Sanssouci (Neues Palais) | Carl Friedrich * 8. 6. 1766 Niederschönhausen † 12. 1. 1824 Potsdam Hofgärtner in Caputh und Sanssouci (Neues Palais) |                                                                                               |                                                                                               |                                                                                               |                                                                                               |  |  |  |  |  |  |  |  |  |  |  |  |  |  |  |  |  |  |
| Christian Wilhelm * 17. 9. 1756 Sagan † 13. 4. 1822 Niederschönhausen Hofgärtner in Niederschönhausen               | Christian Wilhelm * 17. 9. 1756 Sagan † 13. 4. 1822 Niederschönhausen Hofgärtner in Niederschönhausen               | Christian Wilhelm * 17. 9. 1756 Sagan † 13. 4. 1822 Niederschönhausen Hofgärtner in Niederschönhausen               | Christian Wilhelm * 17. 9. 1756 Sagan † 13. 4. 1822 Niederschönhausen Hofgärtner in Niederschönhausen               | Christian Wilhelm * 17. 9. 1756 Sagan † 13. 4. 1822 Niederschönhausen Hofgärtner in Niederschönhausen               | Christian Wilhelm * 17. 9. 1756 Sagan † 13. 4. 1822 Niederschönhausen Hofgärtner in Niederschönhausen               |  |  | | | | | Carl Friedrich * 8. 6. 1766 Niederschönhausen † 12. 1. 1824 Potsdam Hofgärtner in Caputh und Sanssouci (Neues Palais)  | Carl Friedrich * 8. 6. 1766 Niederschönhausen † 12. 1. 1824 Potsdam Hofgärtner in Caputh und Sanssouci (Neues Palais)  | Carl Friedrich * 8. 6. 1766 Niederschönhausen † 12. 1. 1824 Potsdam Hofgärtner in Caputh und Sanssouci (Neues Palais) | Carl Friedrich * 8. 6. 1766 Niederschönhausen † 12. 1. 1824 Potsdam Hofgärtner in Caputh und Sanssouci (Neues Palais) | Carl Friedrich * 8. 6. 1766 Niederschönhausen † 12. 1. 1824 Potsdam Hofgärtner in Caputh und Sanssouci (Neues Palais) | Carl Friedrich * 8. 6. 1766 Niederschönhausen † 12. 1. 1824 Potsdam Hofgärtner in Caputh und Sanssouci (Neues Palais) |                                                                                               |                                                                                               |                                                                                               |                                                                                               |  |  |  |  |  |  |  |  |  |  |  |  |  |  |  |  |  |  |
| | | | | | |  |  | | | | | | | | | | |                                                                                               |                                                                                               |                                                                                               |                                                                                               |  |  |  |  |  |  |  |  |  |  |  |  |  |  |  |  |  |  |
| Theodor I. Eduard * 3. 12. 1790 Schönholz † 28. 12. 1871 Potsdam Hofgärtner in Schloss Paretz und Niederschönhausen | Theodor I. Eduard * 3. 12. 1790 Schönholz † 28. 12. 1871 Potsdam Hofgärtner in Schloss Paretz und Niederschönhausen | Theodor I. Eduard * 3. 12. 1790 Schönholz † 28. 12. 1871 Potsdam Hofgärtner in Schloss Paretz und Niederschönhausen | Theodor I. Eduard * 3. 12. 1790 Schönholz † 28. 12. 1871 Potsdam Hofgärtner in Schloss Paretz und Niederschönhausen | Theodor I. Eduard * 3. 12. 1790 Schönholz † 28. 12. 1871 Potsdam Hofgärtner in Schloss Paretz und Niederschönhausen | Theodor I. Eduard * 3. 12. 1790 Schönholz † 28. 12. 1871 Potsdam Hofgärtner in Schloss Paretz und Niederschönhausen |  |  | Friedrich Eduard I. * 28. 10. 1796 Schönholz † 13. 8. 1859 Potsdam Hofgärtner in Monbijou und Sanssouci (Melonerie)    | Friedrich Eduard I. * 28. 10. 1796 Schönholz † 13. 8. 1859 Potsdam Hofgärtner in Monbijou und Sanssouci (Melonerie)    | Friedrich Eduard I. * 28. 10. 1796 Schönholz † 13. 8. 1859 Potsdam Hofgärtner in Monbijou und Sanssouci (Melonerie)    | Friedrich Eduard I. * 28. 10. 1796 Schönholz † 13. 8. 1859 Potsdam Hofgärtner in Monbijou und Sanssouci (Melonerie)    | Friedrich Eduard I. * 28. 10. 1796 Schönholz † 13. 8. 1859 Potsdam Hofgärtner in Monbijou und Sanssouci (Melonerie)    | Friedrich Eduard I. * 28. 10. 1796 Schönholz † 13. 8. 1859 Potsdam Hofgärtner in Monbijou und Sanssouci (Melonerie)    | | | Wilhelm * 1802 Schönholz † 2. 4. 1871 Potsdam Hofgärtner in Schwedt und Sanssouci (Melonerie)                         | Wilhelm * 1802 Schönholz † 2. 4. 1871 Potsdam Hofgärtner in Schwedt und Sanssouci (Melonerie)                         | Wilhelm * 1802 Schönholz † 2. 4. 1871 Potsdam Hofgärtner in Schwedt und Sanssouci (Melonerie) | Wilhelm * 1802 Schönholz † 2. 4. 1871 Potsdam Hofgärtner in Schwedt und Sanssouci (Melonerie) | Wilhelm * 1802 Schönholz † 2. 4. 1871 Potsdam Hofgärtner in Schwedt und Sanssouci (Melonerie) | Wilhelm * 1802 Schönholz † 2. 4. 1871 Potsdam Hofgärtner in Schwedt und Sanssouci (Melonerie) |  |  |  |  |  |  |  |  |  |  |  |  |  |  |  |  |  |  |
| Theodor I. Eduard * 3. 12. 1790 Schönholz † 28. 12. 1871 Potsdam Hofgärtner in Schloss Paretz und Niederschönhausen | Theodor I. Eduard * 3. 12. 1790 Schönholz † 28. 12. 1871 Potsdam Hofgärtner in Schloss Paretz und Niederschönhausen | Theodor I. Eduard * 3. 12. 1790 Schönholz † 28. 12. 1871 Potsdam Hofgärtner in Schloss Paretz und Niederschönhausen | Theodor I. Eduard * 3. 12. 1790 Schönholz † 28. 12. 1871 Potsdam Hofgärtner in Schloss Paretz und Niederschönhausen | Theodor I. Eduard * 3. 12. 1790 Schönholz † 28. 12. 1871 Potsdam Hofgärtner in Schloss Paretz und Niederschönhausen | Theodor I. Eduard * 3. 12. 1790 Schönholz † 28. 12. 1871 Potsdam Hofgärtner in Schloss Paretz und Niederschönhausen |  |  | Friedrich Eduard I. * 28. 10. 1796 Schönholz † 13. 8. 1859 Potsdam Hofgärtner in Monbijou und Sanssouci (Melonerie)    | Friedrich Eduard I. * 28. 10. 1796 Schönholz † 13. 8. 1859 Potsdam Hofgärtner in Monbijou und Sanssouci (Melonerie)    | Friedrich Eduard I. * 28. 10. 1796 Schönholz † 13. 8. 1859 Potsdam Hofgärtner in Monbijou und Sanssouci (Melonerie)    | Friedrich Eduard I. * 28. 10. 1796 Schönholz † 13. 8. 1859 Potsdam Hofgärtner in Monbijou und Sanssouci (Melonerie)    | Friedrich Eduard I. * 28. 10. 1796 Schönholz † 13. 8. 1859 Potsdam Hofgärtner in Monbijou und Sanssouci (Melonerie)    | Friedrich Eduard I. * 28. 10. 1796 Schönholz † 13. 8. 1859 Potsdam Hofgärtner in Monbijou und Sanssouci (Melonerie)    | | | Wilhelm * 1802 Schönholz † 2. 4. 1871 Potsdam Hofgärtner in Schwedt und Sanssouci (Melonerie)                         | Wilhelm * 1802 Schönholz † 2. 4. 1871 Potsdam Hofgärtner in Schwedt und Sanssouci (Melonerie)                         | Wilhelm * 1802 Schönholz † 2. 4. 1871 Potsdam Hofgärtner in Schwedt und Sanssouci (Melonerie) | Wilhelm * 1802 Schönholz † 2. 4. 1871 Potsdam Hofgärtner in Schwedt und Sanssouci (Melonerie) | Wilhelm * 1802 Schönholz † 2. 4. 1871 Potsdam Hofgärtner in Schwedt und Sanssouci (Melonerie) | Wilhelm * 1802 Schönholz † 2. 4. 1871 Potsdam Hofgärtner in Schwedt und Sanssouci (Melonerie) |  |  |  |  |  |  |  |  |  |  |  |  |  |  |  |  |  |  |
| | | | | | |  |  | | | | | | | | | | |                                                                                               |                                                                                               |                                                                                               |                                                                                               |  |  |  |  |  |  |  |  |  |  |  |  |  |  |  |  |  |  |
| Theodor II. Carl Gustav * 7. 9. 1823 Potsdam † 13. 10. 1894 ebenda Hofgärtner in Potsdam                            | Theodor II. Carl Gustav * 7. 9. 1823 Potsdam † 13. 10. 1894 ebenda Hofgärtner in Potsdam                            | Theodor II. Carl Gustav * 7. 9. 1823 Potsdam † 13. 10. 1894 ebenda Hofgärtner in Potsdam                            | Theodor II. Carl Gustav * 7. 9. 1823 Potsdam † 13. 10. 1894 ebenda Hofgärtner in Potsdam                            | Theodor II. Carl Gustav * 7. 9. 1823 Potsdam † 13. 10. 1894 ebenda Hofgärtner in Potsdam                            | Theodor II. Carl Gustav * 7. 9. 1823 Potsdam † 13. 10. 1894 ebenda Hofgärtner in Potsdam                            |  |  | Eduard II. * 30. 6. 1842 Potsdam † 10. 3. 1909 Charlottenburg Hofgärtner in Sanssouci (Marlygarten) und Charlottenburg | Eduard II. * 30. 6. 1842 Potsdam † 10. 3. 1909 Charlottenburg Hofgärtner in Sanssouci (Marlygarten) und Charlottenburg | Eduard II. * 30. 6. 1842 Potsdam † 10. 3. 1909 Charlottenburg Hofgärtner in Sanssouci (Marlygarten) und Charlottenburg | Eduard II. * 30. 6. 1842 Potsdam † 10. 3. 1909 Charlottenburg Hofgärtner in Sanssouci (Marlygarten) und Charlottenburg | Eduard II. * 30. 6. 1842 Potsdam † 10. 3. 1909 Charlottenburg Hofgärtner in Sanssouci (Marlygarten) und Charlottenburg | Eduard II. * 30. 6. 1842 Potsdam † 10. 3. 1909 Charlottenburg Hofgärtner in Sanssouci (Marlygarten) und Charlottenburg | | | | |                                                                                               |                                                                                               |                                                                                               |                                                                                               |  |  |  |  |  |  |  |  |  |  |  |  |  |  |  |  |  |  |
| Theodor II. Carl Gustav * 7. 9. 1823 Potsdam † 13. 10. 1894 ebenda Hofgärtner in Potsdam                            | Theodor II. Carl Gustav * 7. 9. 1823 Potsdam † 13. 10. 1894 ebenda Hofgärtner in Potsdam                            | Theodor II. Carl Gustav * 7. 9. 1823 Potsdam † 13. 10. 1894 ebenda Hofgärtner in Potsdam                            | Theodor II. Carl Gustav * 7. 9. 1823 Potsdam † 13. 10. 1894 ebenda Hofgärtner in Potsdam                            | Theodor II. Carl Gustav * 7. 9. 1823 Potsdam † 13. 10. 1894 ebenda Hofgärtner in Potsdam                            | Theodor II. Carl Gustav * 7. 9. 1823 Potsdam † 13. 10. 1894 ebenda Hofgärtner in Potsdam                            |  |  | Eduard II. * 30. 6. 1842 Potsdam † 10. 3. 1909 Charlottenburg Hofgärtner in Sanssouci (Marlygarten) und Charlottenburg | Eduard II. * 30. 6. 1842 Potsdam † 10. 3. 1909 Charlottenburg Hofgärtner in Sanssouci (Marlygarten) und Charlottenburg | Eduard II. * 30. 6. 1842 Potsdam † 10. 3. 1909 Charlottenburg Hofgärtner in Sanssouci (Marlygarten) und Charlottenburg | Eduard II. * 30. 6. 1842 Potsdam † 10. 3. 1909 Charlottenburg Hofgärtner in Sanssouci (Marlygarten) und Charlottenburg | Eduard II. * 30. 6. 1842 Potsdam † 10. 3. 1909 Charlottenburg Hofgärtner in Sanssouci (Marlygarten) und Charlottenburg | Eduard II. * 30. 6. 1842 Potsdam † 10. 3. 1909 Charlottenburg Hofgärtner in Sanssouci (Marlygarten) und Charlottenburg | | | | |                                                                                               |                                                                                               |                                                                                               |                                                                                               |  |  |  |  |  |  |  |  |  |  |  |  |  |  |  |  |  |  |
| | | | | | |  |  | | | | | | | | | | |                                                                                               |                                                                                               |                                                                                               |                                                                                               |  |  |  |  |  |  |  |  |  |  |  |  |  |  |  |  |  |  |
| Kurt * 26. 5. 1859 Wildpark bei Potsdam † 17. 1. 1929 Potsdam Hofgärtner, später Garteninspektor im Park Babelsberg | | | | | |  |  | | | | | | | | | | |                                                                                               |                                                                                               |                                                                                               |                                                                                               |  |  |  |  |  |  |  |  |  |  |  |  |  |  |  |  |  |  |
| | | | | | |  |  | | | | | | | | | | |                                                                                               |                                                                                               |                                                                                               |                                                                                               |  |  |  |  |  |  |  |  |  |  |  |  |  |  |  |  |  |  |
| | | | | | |  |  | | | | | | | | | | |                                                                                               |                                                                                               |                                                                                               |                                                                                               |  |  |  |  |  |  |  |  |  |  |  |  |  |  |  |  |  |  |
| Theodor III. * 7. 3. 1905 Potsdam † 2. 8. 1988 Wolfsburg Gartenamtsleiter in Osnabrück                              | | | | | |  |  | | | | | | | | | | |                                                                                               |                                                                                               |                                                                                               |                                                                                               |  |  |  |  |  |  |  |  |  |  |  |  |  |  |  |  |  |  |

## Weitere Familienmitglieder
- Carl Joseph Ludwig Nietner (1792–1861), Justizrat, Sohn von Christian Wilhelm Nietner.
- Theodor Adolf Johannes Nietner (1855–1914), Oberstabsarzt, Sohn von Theodor II. Nietner.